# Guiula

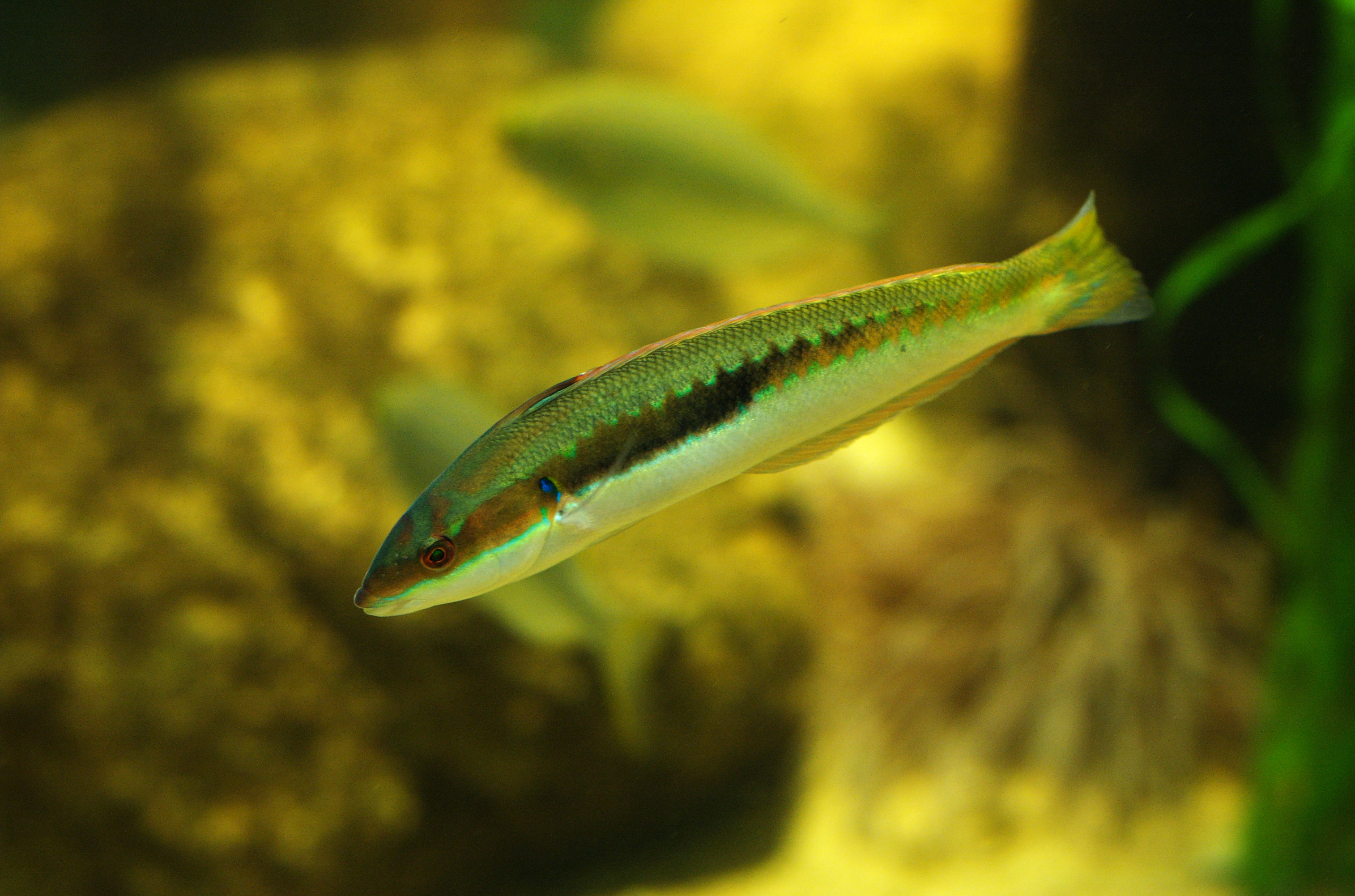
Exemplar femella

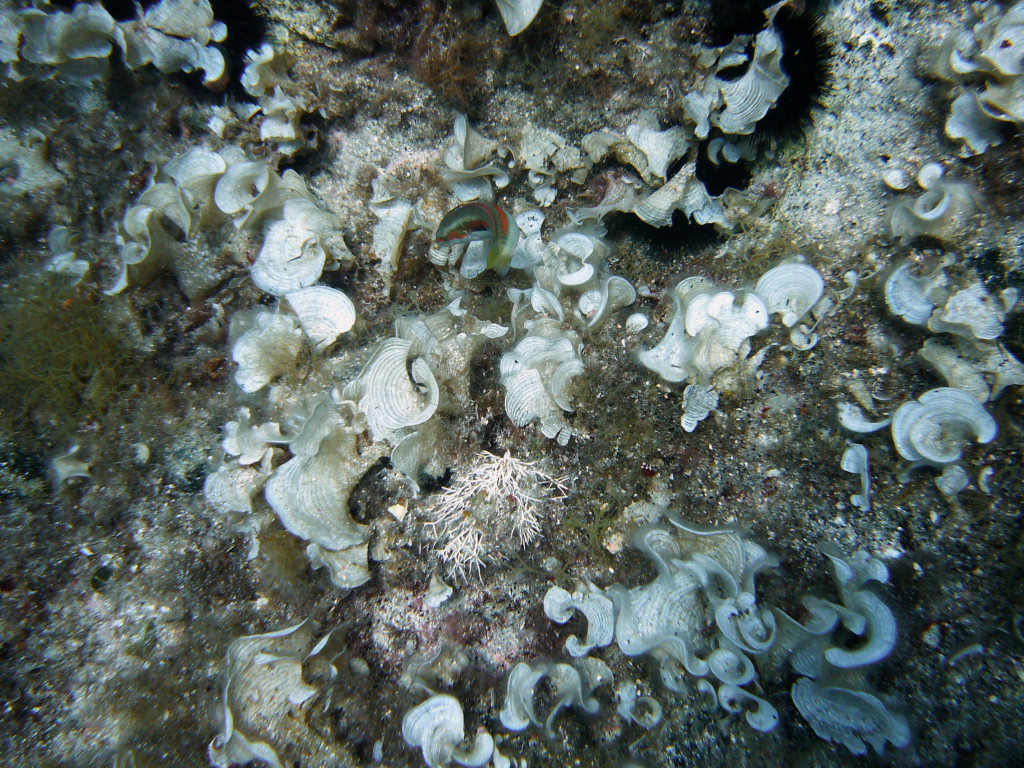
Donzella envoltada de l'alga Padina pavonica.

La donzella, la guiula, la juliola, la julivia, la senyora o la senyoreta (Coris julis) és un peix osteïcti de l'ordre dels perciformes i de la família dels làbrids.
En Joan Coromines recull les diferents maneres d'anomenar aquest peix al seu Diccionari Etimològic i complementari de la llengua catalana. Així juliola és el nom que s'utilitza per tota la Costa Brava Sud i continua encara pel Maresme pels pobles entorn de Sant Pol de Mar. A Barcelona en diuen senyoretes. Segons en Coromines, el 1958 a Colera en deien virols o guiula. I a València i a Xixona, joliola.

## Morfologia
- Els exemplars mascles poden assolir els 25 cm de llargària (els exemplars majors de 18 cm són tots mascles).[6]
- Cos allargat, fusiforme, comprimit lateralment i no gaire gros.
- Nombre de vèrtebres: 25-26.
- Recobert d'escates molt petites i que fan que la seua pell sigui escorredissa.
- El cap és allargat, sense escates i no tan comprimit com el cos.
- La boca i els ulls són petits.
- Els llavis són molsuts.
- Les dents són canines.
- Té els flancs de color roig recorregut per ratlles longitudinals i molt vistoses.
- Sobre l'opercle, una petita taca blava.
- Té una aleta dorsal amb els dos primers radis espinosos més llargs que la resta (bastant desenvolupats en els mascles). Les pectorals (molt mòbils) i les pèlviques són curtes. La caudal és arrodonida.
- Presenta dimorfisme sexual: el mascle és de color verd i blau amb línies vermelles i una taca negra a la base de la dorsal. Les femelles són de color marró amb tons taronges no molt vistosos. Quan canvia de sexe, presenta una coloració intermèdia. Tot i així, la seua coloració canvia també segons l'edat, l'època de l'any i la fondària en què viu.[7][8][9]

## Reproducció
És sexualment madur quan arriba a 1 any de vida i hermafrodita proterogínic (les femelles passen a mascles, però no ho fan totes: això depèn de la proporció de sexes de la població). En general, entre l'abril i el juliol és quan es reprodueix (entre el maig i l'agost a la mar Catalana). Durant aquest període el mascle dominant neda amb l'aleta dorsal aixecada i és molt territorial. Els ous són pelàgics.

## Alimentació
És molt voraç i menja gastròpodes, equinoderms (eriçons de mar i estrelles de mar), gambes, cucs, isòpodes i amfípodes, els quals tritura amb les dents.

## Depredadors
A les illes Açores és depredat pel serrà mascle (Serranus atricauda), la mòllera roquera (Phycis phycis) i el capsempe (Synodus saurus).

## Hàbitat
Apareix en zones rocalloses amb algues i a praderies de Posidonia, a temperatures compreses entre els 18 i els 22 °C i fins als 120 m de fondària, tot i que és més freqüent de veure-la fins als 60.

## Distribució geogràfica
Es troba des de Suècia i Noruega fins al Gabon, incloent-hi les illes Açores, Madeira i Cap Verd. També a la Mediterrània, incloent-hi els Països Catalans.

## Costums
- Forma grups petits dominats per un mascle, però també n'hi ha exemplars que duen una vida solitària.
- A l'hivern es troba a majors fondàries que a l'estiu.
- De dia presenta una gran activitat, mentre que de nit reposa al fons o pot enterrar-se a la sorra.
- Quan se sent amenaçat, s'enterra a la sorra.[60]

## Pesca
És una de les espècies més capturades amb el volantí i, rares vegades, amb l'arrossegament. També és pescada amb soltes, tresmalls i canya.

## Observacions
Pot arribar a viure set anys.